# Montone (rivière)
Pour les articles homonymes, voir Montone.
Le Montone est une rivière des Apennins de Romagne, qui traverse la province de Forlì-Cesena.
Il était célèbre, déjà au Moyen Âge, pour être le premier cours d'eau des Apennins à avoir couru jusqu'à la mer, sans confluer dans le Pô.

## Géographie
Le Montone descend des Apennins sur le versant est en baignant les localités de San Benedetto in Alpe, Portico di Romagna, Bocconi, Rocca San Casciano, Dovadola, Castrocaro et Terra del Sole, Forlì. Au centre, après avoir reçu le Rabbi, descend en direction de Ravenne. 
Peu avant cette cité, il reçoit les eaux du Ronco, formant ainsi le fleuve Fiumi Uniti (littéralement les Fleuves Unis), depuis ce point jusqu’à la mer.
Sur la rive droite du Ronco, peu avant sa confluence avec le Montone, se produisit, en 1512, la bataille de Ravenne, dans la campagne vers Forlì.
Cependant, l'affluent le plus célèbre du Montone, est l’Acquacheta (cité par Dante Alighieri), que le fleuve reçoit dans les Apennins, en haute province Forlì.

## Fiumi Uniti
Les Fleuves unis sont le résultat de l'union des rivières Ronco et Montone (nota : le Ronco s'appelle Bidente depuis sa source jusqu'à la localité de Ronco (à la hauteur de Forlì), dont il prend le nom). 
Leur union se produisit de manière accidentelle après 1632, à la suite d'une inondation historique de la ville de Ravenne qui vit l'eau submerger la cité de plus de deux mètres. Le port canal fut rétabli plus tard, en 1748, par le cardinal Giulio Alberoni qui, appuyé par le pape Clément XII, réalisa de nouveaux canaux artificiels, qui aujourd'hui portent le nom du pape ou bien Corsini, en récupérant une partie du lit abandonné du Montone.